# Tkacenka, Bârzula
Tkacenka (în ucraineană Ткаченка) este un sat în comuna Ocna din raionul Bârzula, regiunea Odesa, Ucraina.

## Demografie
Componența lingvistică a localității Tkacenka
     Ucraineană (87,92%)
     Română (8,96%)
     Rusă (2,5%)
     Alte limbi (0,63%)
Conform recensământului din 2001, majoritatea populației localității Tkacenka era vorbitoare de ucraineană (87,92%), existând în minoritate și vorbitori de română (8,96%) și rusă (2,5%).